# Grauwe amaniet
De grauwe amaniet (Amanita excelsa) is het vruchtlichaam van een schimmel behorend tot de familie Amanitaceae. De soort wordt gevonden in Azië, Europa en Noord-Amerika. Hij vormt ectomycorrhiza, vooral met beuken, maar ook met andere loofbomen en met naaldbomen. De zwam is in de Lage Landen vooral te vinden in bossen en lanen op arme zandgronden, in mindere mate ook op klei- en veengrond.
De grijze amaniet is meestal een stevige paddenstoel, maar de soort kan ook kleinere dunvlezige, fragiele vormen produceren. 

## Kenmerken
Hoed
De hoed heeft een diameter van (3-)5-15(-25) cm. Het is aanvankelijk volledig omgeven door een witte, later grijsachtige schaal, die al snel openscheurt en witachtige tot grijsbruine, gemakkelijk afveegbare vlokken, splinters of wratten op het hoedoppervlak achterlaat. De kleur van de hoed varieert in verschillende tinten grijsbruin. 
Lamellen
De lamellen zijn wit, zacht, dicht op elkaar gepakt, hebben schilferende randen en zijn afgerond aan de steel bevestigd. Het gedeeltelijke velum steekt als een brede, geribbelde manchet uit de steel; het is aanvankelijk wit, later grijs gekleurd in het onderste gedeelte. De compacte, cilindrische en schilferige steel is 8-12 cm hoog, aanvankelijk wit, later grijsachtig boven de manchet en meer bruinachtig eronder. Boven de manchet vertoont de steel een gekarteld oppervlak. De velumresten zijn vaak min of meer vlak en lichtgrijs. 
Steel
De 2-3 cm knolachtige verdikte steelvoet is slechts vaag gescheiden van de steel door 2-3 ringbanden, de steel loopt vaak ook over in de knol. 
Geur en smaak
Het vruchtvlees is wit, vrij grijs in het midden van de hoed en ruikt vaag naar rapen of radijzen, soms ook naar aardappelen. Het heeft de neiging bruin te worden aan de lucht en wordt snel bordeauxrood met fenol. De smaak is onduidelijk zoet, later radijsachtig en licht samentrekkend.
Sporenprint
De sporenprint is wit van kleur. 

### Microscopische kenmerken
De hyaliene, rondovale tot elliptische sporen zijn glad en meten 9–10 × 6–8 µm; ze vertonen een positieve jodiumkleurreactie. De basidia zijn knotsvormig.

## Ecologie
De grauwe amaniet geeft de voorkeur aan oudere gemengde beuken- en eikenbossen, evenals zure sparren- en sparrenbossen. Af en toe verschijnt het ook in dennenbossen, slechts zelden in parken. Het vereist vochtige, vaak afwisselend natte, sterk zure tot bijna neutrale grond. In kalksteengebieden is het zeldzaam of helemaal afwezig. De belangrijkste symbiont in Midden-Europa is de spar, gevolgd door de gewone beuk. De locatie-eisen komen ongeveer overeen met die van de parelamaniet.
In mei verschijnen de eerste vruchtlichamen in Midden-Europa. De belangrijkste periode dat er vruchtlichamen komen is midden in de zomer. Bij zacht weer zijn er tot ver in november vruchtlichamen te vinden.

## Verspreiding
Amanita excelsa is een holarctische soort die ook voorkomt in Australië en Noord-Afrika. In Eurazië bevinden de meest oostelijke locaties zich in Siberië en de Japanse eilanden, en de meest noordwestelijke in de Hebriden. In het zuidwesten wordt de soort verspreid tot aan de Canarische Eilanden. In Europa komt hij relatief vaak voor in het meridionale tot subboreale bloemengebied. De noordelijke verspreidingsgrens is ongeveer 61 ° noorderbreedte. Verticaal bevindt de belangrijkste verspreiding in Midden-Europa zich in de colline-zone, maar de schimmel komt ook voor in laaglandgebieden en in berggebieden. In Duitsland is de grauwe amaniet over het algemeen wijdverspreid, behalve in de kalksteengebieden en komt hij op sommige plaatsen veel voor. 